# Gonaxia sinuosa
Gonaxia sinuosa is een hydroïdpoliep uit de familie Sertulariidae. De poliep komt uit het geslacht Gonaxia. Gonaxia sinuosa werd in 1993 voor het eerst wetenschappelijk beschreven door Vervoort. 